# Casino-Lichtspiele

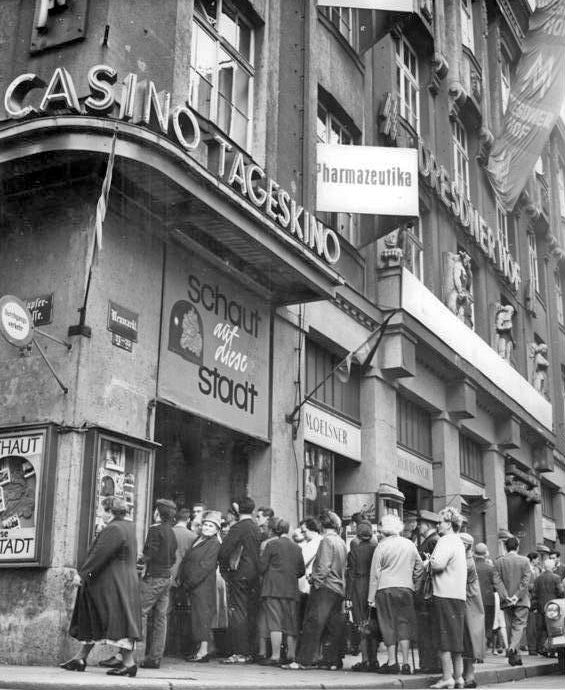
Am Casino, 1962

Casino-Lichtspiele, später auch Tageskino Casino oder kurz Casino, war ein Filmtheater in der Leipziger Innenstadt. Es befand sich am Neumarkt 21, Ecke Kupfergasse, im Erdgeschoss des Messehauses Dresdner Hof.

## Geschichte
Die Casino-Lichtspiele wurden am 22. Februar 1913 eröffnet, einen Tag nachdem auf der gegenüberliegenden Straßenseite das Casino-Cinephon-Theater im Zeißighaus seinen Betrieb eingestellt hatte. Es gab 547 Plätze und nur einen Projektor; ein zweiter kam 1925 dazu. Das Platzangebot erhöhte sich auf 583 Plätze im Jahr 1934, um später wieder zu sinken; 1985 gab es 490 Plätze.
Von Bombenschäden im Zweiten Weltkrieg war der Dresdner Hof nur wenig betroffen, sodass der Kinobetrieb kaum unterbrochen wurde. Ende der 1950er Jahre wurde das Kino Filmkunsttheater Casino, als welches es auch überregionale Bedeutung erlangte. Außerdem wurde es zur Spielstätte der Internationalen Dokumentar- und Kurzfilmwoche.
1975 wurde das Casino umfassend rekonstruiert und erweitert. Dabei entstand der sogenannte Kino-Club, ein Café, das auch für die Filmclubarbeit und Diskussionen vorgesehen war.
1993 wurde das Casino geschlossen. Ein Grund war die gestiegene Mietforderung des Gebäudeeigentümers.

## Filmkunsttheater
Ende der 1950er Jahre wurde das Casino zum Filmkunsttheater deklariert. Dort liefen nun unter anderem Filme, die der Bezirksfilmdirektion an der Kasse keine Umsätze brachten und die im üblichen Programm der anderen Kinos in der DDR nicht aufgeführt wurden. Es wurden Werke der internationalen Filmkunst gezeigt wie Der amerikanische Freund, Auch Zwerge haben klein angefangen und Ginger und Fred sowie wenig gezeigte DEFA-Filme wie Sonnensucher. Regelmäßig fanden Retrospektiven mit Werken bekannter Filmemacher statt.
1962 richtete das Staatliche Filmarchiv der DDR den ersten Spielort für das sogenannte „Camera-Filmprogramm“ ein, das an die proletarische Volksfilmbewegung der 1920er und 1930er Jahre anlehnen sollte. Das Casino wurde 1968 zur zusätzlichen Spielstätte außerhalb von Berlin.
Im Rahmen des „Camera-Filmprogramms“ des Staatlichen Filmarchivs fanden öffentliche Vorführungen von Filmen des Archivs und DDR-Erstaufführungen internationaler Filme statt. So 1981 Nazarín von Luis Buñuel und 1985 Lektion in Liebe von Ingmar Bergman als Original mit eingesprochener Übersetzung. Es liefen Metropolis, Die Nibelungen, Ein andalusischer Hund, King Kong, Frankenstein, UFA-Filme und klassisches Genrekino. Auch zeigte man Länder- oder Themenprogramme und so Filme von Michelangelo Antonioni, Akira Kurosawa, Ingmar Bergman, Rainer Werner Fassbinder und Werner Herzog und Filme des New British Cinema. Der Filmpublizist Fred Gehler gestaltete als künstlerischer Mitarbeiter das Programm mit und gab vor den Vorführungen eine Einführung.
Die weitere Programmsäule stellte seit 1963 der studentische Filmklub der Universität Leipzig, der durch Verbindungen und Kooperationen mit den ungarischen, polnischen oder tschechischen Kulturinstituten Filme beschaffte. Im „Casino-Club“ fanden Diskussionen und Filmgespräche mit Filmemachern statt. Zusammen mit dem „Filmclub Leipzig“ veranstaltete das Filmkunsttheater Casino ab 1971 die „Leipziger Filmliteraturmesse“ mit Tausch- und Handelsmöglichkeiten für Programme, Filmplakaten, Zeitschriften und Fotos.

## Cinema Casino
2023 beschloss die Stiftung Friedliche Revolution am originalen Ort an die Kinotradition anzuknüpfen und in ihrer Denkmalwerkstatt in der Kupfergasse 2 im Dresdner Hof, also im gleichen Gebäude wie das ehemalige Casino, ein Zeitgeschichtskino zu eröffnen. Zweimal im Monat werden bei freiem Eintritt in dem kleinen Saal mit 50 Plätzen zwei Kurzfilme mit zeitgenössischen Themen und anschließender Diskussion gezeigt. Die Aktion soll auch dazu beitragen, die Bevölkerung stärker in die Diskussion um das Leipziger Freiheits- und Einheitsdenkmal einzubeziehen.